# Horní Poříčí, Strakonice
Horní Poříčí là một làng thuộc huyện Strakonice, vùng Jihočeský, Cộng hòa Séc.